# Adrian (Oregon)
Adrian è una città degli Stati Uniti d'America situata nell'Oregon, nella Contea di Malheur.